# Seiwa Tennō
Seiwa Tennō (清和天皇?) (850 – 880) fue el 56.º emperador de Japón, según el orden tradicional de sucesión. Reinó entre 858 y 876. Antes de ser ascendido al Trono de Crisantemo, su nombre personal (imina) era Príncipe Imperial Korehito (Korehito-shinnō). También era conocido como Emperador Mizunoo (Mizunoo-no-mikado).

## Genealogía
Fue el cuarto hijo de Montoku Tennō. Su madre fue la Emperatriz Viuda Fujiwara no Akirakeiko (明子), conocida también como Emperatriz Somedono. La madre de Seiwa Tennō fue hija de Fujiwara no Yoshifusa, quien era regente y Daijō Daijin.
Seiwa Tennō fue el hermanastro menor del Príncipe Imperial Koretaka. Tuvo trece emperatrices y 18 hijos.

### Hijos
- Príncipe Imperial Sadaakira (惟喬親王, futuro Yōzei Tennō) (868 – 949)
- Príncipe Imperial Sadayasu (貞明親王) (870 – 924)
- Princesa Imperial Atsuko (敦子内親王) (¿? – 930)
- Príncipe Imperial Sadamoto (貞元親王) (¿? – 930)
- Príncipe Imperial Sadazumi (貞純親王) (873 – 916). Padre de Minamoto no Tsunemoto, fundador de la rama Seiwa Genji, de la que descendieron los shōgun del shogunato Kamakura y del shogunato Ashikaga, y del que el shogunato Tokugawa reclamaba descendencia.
- Princesa Imperial Shikiko (識子内親王) (874 – 906), saigū (Princesa Imperial sirviente del Gran Santuario de Ise)
- Príncipe Imeprial Sadatoki (貞辰親王) (874 – 929)
- Príncipe Imperial Sadakazu (貞数親王) (875 – 916)
- Príncipe Imperial Sadayori (貞頼親王) (876 – 922)
- Príncipe Imperial Sadazane (貞真親王) (876 – 932)

## Biografía
Fue criado y protegido por su abuelo materno, Fujiwara no Yoshifusa; desplazó al Príncipe Imperial Koretaka del puesto de príncipe heredero.
Tras la muerte de su padre, Montoku Tennō, asumió el trono en 858 a la edad de 8 años.
Dado que era la primera vez en la historia de Japón que un emperador asumía el trono siendo un niño, se acordó la asignación de su abuelo Yoshifusa como regente (sesshō); a partir de este momento, el clan Fujiwara asumiría el poder de regencia sobre los emperadores durante la era Heian.
En 859, se empieza a construir el Santuario Iwashimizu, cerca de Heian-kyō, este santuario estaría dedicado a Hachiman, el dios shinto de la guerra.
Tras el nacimiento de su primer hijo en 869, el Emperador Seiwa lo nombra su heredero. Posteriormente en 876, el emperador abdica a la edad de 26 años, a favor de su hijo quien sería Yōzei Tennō.
En 878, se convierte en un monje budista, y asume el nombre de Soshin. Fallecería en 880, a la edad de 30 años.

## Kugyō
Kugyō (公卿) es el término colectivo para los personajes más poderosos y directamente ligados al servicio del emperador del Japón anterior a la restauración Meiji. Eran cortesanos hereditarios cuya experiencia y prestigio les había llevado a lo más alto del escalafón cortesano.
- Sesshō: Fujiwara no Yoshifusa (804 – 872)[10]
- Daijō Daijin: Fujiwara no Mototsune[10]
- Sadaijin: Minamoto no Makoto
- Sadaijin: Minamoto no Tooru
- Udaijin: Fujiwara no Yoshisuke (817 – 867)[11]
- Udaijin: Fujiwara no Ujimune
- Udaijin: Minamoto no Mototsune[11]
- Nadaijin:
- Dainagon: Fujiwara no Motosune

## Eras
- Ten'an (857 – 859)
- Jōgan (859 – 877)